# Crepidoma

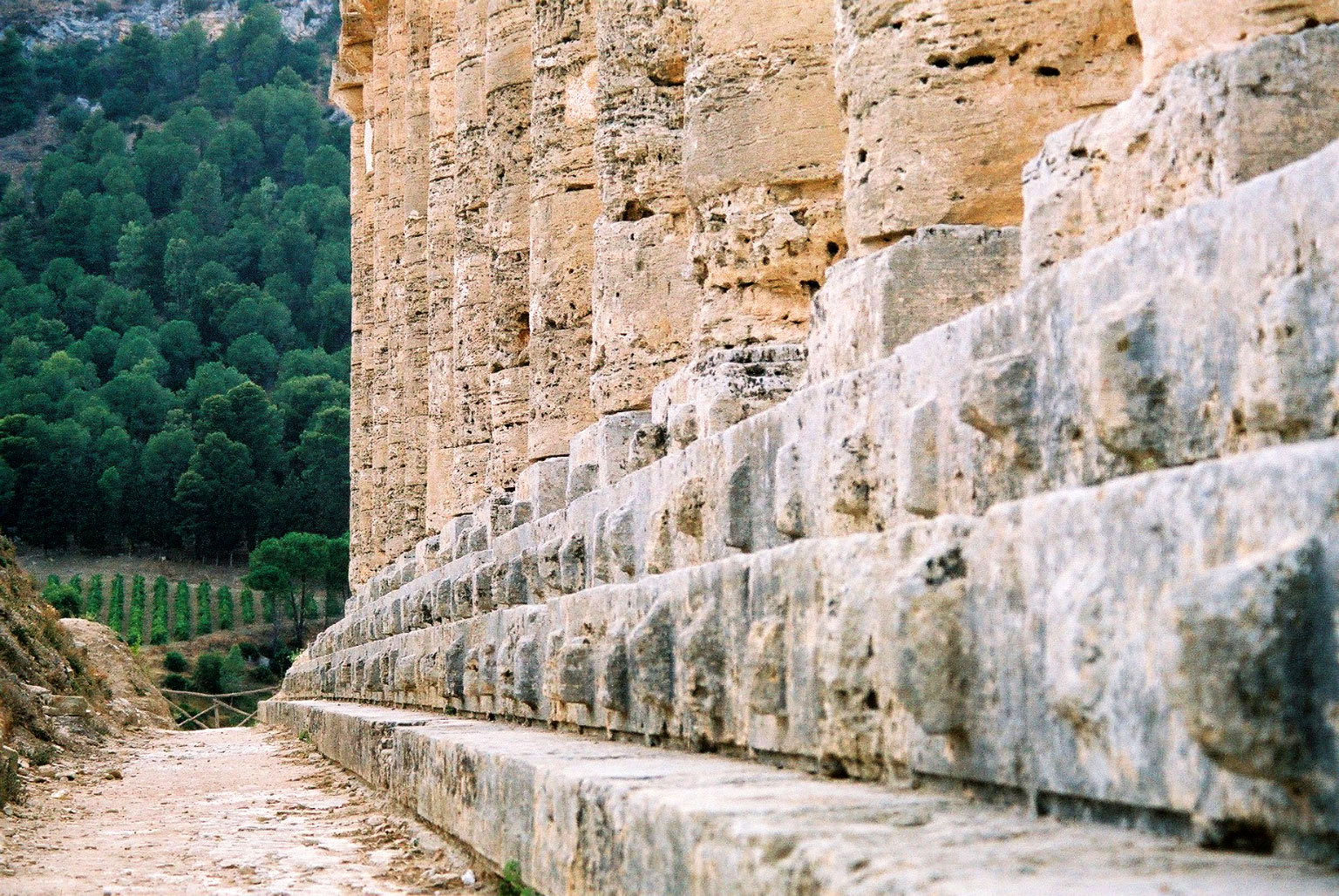
Crepidoma no templo de Segesta.

Crepidoma (κρηπίδωμα, do grego krepìs, base), na arquitetura clássica é uma plataforma escalonada sobre a qual se assenta um templo. Refere-se a qualquer base elevada sobre a qual coisas são colocadas ou edifícios são construídos, tais como obeliscos, altares ou templos. Na ordem dórica, consiste em três níveis, cuja função é a de sobrelevar o edifício, que, segundo a mitologia grega, separava simbolicamente a residência dos deuses do solo. Nas ordens jónica e coríntia o número de pisos varia.
A parte superior do crepidoma é chamado de estilóbata (piso ou plano onde se assentam as colunas) e os pisos inferiores são designados de estereóbata. A estrutura de pedra sobre a qual apoia o crepidoma (pedra menos trabalhada) é chamado euthynteria.
O crepidoma pode apresentar decorações como molduras ou outros motivos nas faces visíveis. Por vezes, podem ser vistos efeitos ópticos, tais como no Parthenon, onde a base inteira é ligeiramente convexa para que em perspectiva, pareça mais largo visualmente. Este efeito é chamado entasis.